# Свинг (танец)
Свинг (от англ. swing, раскручивать) — группа танцев под музыку джаза, развившихся в поздние 1920—1940-е годы, и в том числе современные произошедшие от них стили.

## Возникновение и развитие
Джазовые танцевальные изобретения не только захватили сердца миллионов, но и дали название этим двадцати годам, известным в истории как «Эпоха свинга».
В узком смысле слова свинг – это стиль джазового музицирования, утвердившийся в мире в 1930-х годах. В более широком музыкальном смысле он обозначает свободную раскованную ритмику, присущую подлинному джазу с самого рождения. В хореографическом же смысле первые свинговые шаги появились ещё в 1920-х годах в танцах, предшествовавших быстрому фокстроту и линди-хопу.
Начало свингу, как и джазовой музыке, положили афроамериканские переселенцы на американский континент, но сегодня эти движения известны во всем мире. Поэтому все формы свинга характеризуются синкопированным (укороченным) ритмом, характерным для афроамериканской и западно-африканской музыки и танца и с джазовыми танцами эпохи джаза (с конца XIX века до 1940-х годов). В наше время свинг распространён во многих развитых западных и азиатских странах, но при этом в каждом городе и стране по-разному популярны отдельные направления свинга и «подходящая» под них музыка. Скотт В. Реншоу рассматривает свинг как инструмент определения идентичности.

## История и формы свинга
Термин «свинг» можно использовать для обозначения целого ряда джазовых танцевальных стилей: 
линди-хоп, 
чарльстон, 
джиттербаг (как смесь стилей), 
шэг, 
бальбоа, 
блюз (en:Blues dance). 
Это название часто распространяют также на джайв, рок-н-ролл, свинг Западного побережья, Se rock или Le Rock и другие танцы, развившиеся в 1940-х и позднее. 

В США термином «свинг» чаще обозначают такие социальные танцы, как West Coast Swing, East Coast Swing, Hand Dancing и т. д. В Европе долгое время были наиболее распространены буги-вуги и рок-н-ролл, а в последние годы широкую популярность получил линди-хоп. В Сингапуре и других местах латиноамериканские танцы, вроде сальсы и танго, часто преподают и танцуют вместе со свингом. Во многих местах популярен тэп и различные виды джаза, а также другие вариации, рождающиеся в местных танцевальных сообществах.
Многие свинг-танцоры сегодня стремятся танцевать параллельно нескольно стилей парных танцев, для улучшения техники, а также чтобы сохранить историческую взаимосвязь между танцами эпохи свинга 20—30-х. Например, в Savoy Ballroom наряду со свинг-джазом группы часто играли вальсы, латиноамериканские композиции и тому подобное. Танцоры часто знали и танцевали много популярных и традиционных (народных) танцев. Сейчас существует несколько гибридных форм, которые комбинируют свинг и другие стили, например, сванго — комбинация аргентинского танго и свинга.

### Ранние джазовые формы 1920-х и ранее
Родиной свинга считается Нью-Йорк. Здесь, в Гарлеме, зародились самые веселые вечеринки, где танцы помогали забыть обо всех проблемах. Легендарный клуб Savoy занимал целый квартал, и ежедневно туда приходили сотни танцоров, чтобы повеселиться под живую музыку. Пускали туда всех, главное — нужно было уметь танцевать.
Стоит заметить, что ранние формы (с 1890 по 1910 гг.) танца, который позднее станет известен как свинг, танцевали на юге Соединенных Штатов. Однако, из-за расового конфликта, известного как законы Джима Кроу (так называемая расовая сегрегация), многие талантливые афроамериканцы переезжали на север, где отношение к чернокожим было намного лояльнее. Многие из них совместили свой родной танцевальный стиль с тем, что уже был распространен в клубах таких городов как Чикаго, Кливленд, Нью-Йорк, Детройт, Сент-Луис и других. В результате появились множество новых танцевальных стилей, практически у каждого города был свой собственный стиль.
- Black Bottom
- Rhythm Tap dance (тэп)
- Texas Tommy: предшественником свинга принято считать Texas Tommy[англ.]. Проанализировав движения этого танца и движения линди-хопа, первого танца в стиле свинг, была подмечена их полная идентичность, за исключением нескольких па. Позже Texas Tommy включил в себя множество элементов из танцев Grizzly Bear, Turkey Trot, Bunny Hop и других, в которых танцевальные па пародировали движения животных. Первое упоминание свинга отмечено в San Francisco Tribune[англ.] в 1911 г., это был рассказ о танцующих Texas Tommy в Fairmout Hotel. В Texas Tommy партнеры периодически расходились вместо того, чтобы все время танцевать в близкой позиции, и тогда партнер «раскручивал» (swing out) партнершу, создавая возможность для импровизации и акробатических элементов (термин «акробатический» часто встречается в описании этого танца). Также, Texas Tommy считается непосредственным предшественником линди-хопа: когда у первых танцоров Texas Tommy попросили описать их танец, они сказали, что он был точно как линди-хоп, только первые пару шагов были другими. Также они сказали: «Через какое-то время после возникновения открытой позиции (breakaways) Texas Tommy развился и включил в себя элементы многих других танцев, в том числе танцев, пародирующих движения животных, например Grizzly Bear, Bunny Hop, Eagle Rock и Turkey Trot».
- Shim Sham Shimmy — популярный линейный танец 1920-х и 30-х годов.
- Apache — старый французский танец из пригородов Парижа, популярный с середины 1800-х. Смысл танца был в исполнении сценки, в которой мужчина, или сутенёр, подчиняет или наказывает женщину или проститутку. Танец заключался в том, что женщина уползала от мужчины в близкой позиции и мужчина бросал её. Это единственный известный ранний танец в котором, также как в Texas Tommy, пара расходится. Движения «apache spin» и «texas tommy spin» пришли из этих танцев, и сейчас легко представить как они вписывались в тему танцев.
- Чарльстон — классический танец, популярный в 10-х — начале 20-х годов, родственный линди хопу. Чарльстон происходит из афроамериканских районов, достиг широкой популярности в 20-е годы благодаря сценическим выступлениям. Стилистически выделяют чарльстон 20-х и линди-чарльстон — более поздние вариации, часто используемые в линди хопе. Этот танец исполнялся как на сцене, так и в клубах.
- Breakaway произошёл от чарльстона в поздних 1920-х и часто ассоциируется с такими танцорами, как Джордж «Shorty» Сноуден. «Разбивание» (breaking away) партнёров друг от друга в открытую позицию часто рассматривается как развитие танцев, таких как Texas Tommy, а также важный шаг в истории линди-хопа. Этот танец популярен среди танцоров, интересующихся историей линди-хопа.

### Формы 1930-х и 1940-х
- Линди-хоп – наиболее развитая и наиболее сложная форма свинга, он достиг пика популярности в поздних 1930-х и ранних 1940-х. Его характеризуют возможность импровизации и определённая гибкость ритмической структуры. Бейсик на 6 и 8 счётов. Его танцуют под почти любую возможную джазовую музыку, а также под блюз и другие виды музыки с ритмом блюза или джаза.

Джиттербаг в джук-джойнте
(ноябрь 1939 года)

- Бальбоа – танец на 8-ми частной основе, его характерные черты — близкий контакт между партнёрами и быстрая работа ногами. Этот танец особенно удобен для быстрой джазовой музыки (обычно все в районе от 180 до 320 ударов в минуту) и/или ограниченного места на танцевальной площадке, хотя его также танцуют и в медленном темпе.
- Блюз (танец) сегодня — неформальный вид свинга без фиксированных форм и с большим фокусом на связь, чувствительность и импровизацию, часто с сильным телесным контактом. Хотя изначально его и танцевали под одноимённую музыку, для него подходит любая небыстрая музыка в темпе 4/4, включая рок баллады и R’n’B. Исторически существует много видов блюзовых танцев, включая медленный драг. В некоторых местах танцуют только блюз, хотя, в основном, такую избирательность можно наблюдать только в Соединенных Штатах. Повсеместно, как правило, танцуют микс из танцев в стиле свинг: линди-хоп, буги-вуги, бальбоа и блюз.
- Carolina shag (Каролина Шаг) — сформировался на основе Charleston и Collegiate shag. Однако сегодня нет никакого сходства с ними. Название возникло в Myrtle Beach в Южной Каролине в 1930-х годах, когда танец являлся смесью Charleston и Collegiate Shag (according to 10/1938-Dance Index Mag «Carolina Shag» descriptions). Некоторые из основных шагов, назывались: Кубинские Шаг, Shuffle, Twinkle т. д. Оригинальный Каролина Шаг, как говорят, возник в районе Атлантик-Бич, но большинство согласны, что современный вид и повсеместное распространение получила та разновидность танца, которую танцевали в области Myrtle Beach.  В середине 1940-х R&B группы играли не только в клубах, но и на пляжах. Танцы на пляже (песок) способствовали видоизменению этого танца, впоследствии танец даже получает прозвище «Beach Dancing».
- Collegiate shag — довольно простой и красочный танец на 6-битной основе, быстрый и энергичный. Был очень популярен на вечеринках учащихся колледжей, откуда и произошло его название. Для пары, танцующей шэг, характерна близкая позиция и масса энергичных вариаций футворка. Collegiate shag возник на юге (наиболее вероятное место зарождения - Новый Орлеан) и был известен как «Блошиный шаг». Shag появился в конце 1920-х и был популярен у молодёжи, до появления линди хопа. Его танцевали в первую очередь под быстрой Регтайм — разновидность джазовой музыки. В 1920-1930 годах проходило много танцевальных конкурсов, проводимых в Нью-Йорке, в который Collegiate Shag был неоспоримым лидером. На пляжах Вирджини танец пользовался популярностью, так как в некоторых городах восточного побережья Shag был запрещён.
- St. Louis shag — более сложная вариация, отличающаяся синкопированными «притоптываниями». Возник в 1920-х годах в St. Louis и является разновидностью Чарльстона.

### Формы с 1940-х, 1950-х и позднее
- Буги-вуги (Boogie Woogie) родился в 1940-х. Сейчас он популярен в Европе, буги-вуги является европейской версией раннего Свинга Западного побережья (West Coast Swing), который танцуют под джамп-н-джайв или буги-вуги.
- Свинг Западного побережья (англ. West Coast Swing) развился в 1940-х и 50-х годах как стилистическая вариация линди-хопа. Партнёрши остаются на линии, и хоть это ограничивает их возможность двигаться влево и вправо, но улучшает их возможность вращаться в обе стороны. West Coast Swing часто танцуют под блюз и рок-н-ролл. Он популярен в Соединенных Штатах и Канаде, но мало в Австралии, Новой Зеландии и большинстве азиатских стран. В этих странах его часто сравнивают с Se Rock и грязным латинским джайвом.Washington Hand Dancing
- Свинг Восточного побережья (East Coast Swing[англ.]) — 6-битный свинг, возник в 1940-х и 50-х годах на восточном побережье, как ясно из названия. Его также называют Triple Time Swing или Джиттербаг (Jitterbug). East Coast Swing имеет очень простую структуру и положения ног, простые движения и стиль. Он демократичен и популярен, его часто танцуют под медленный и средний джазы, блюз и рок-н-ролл.
- Вестерн свинг, также называемый кантри-свинг — форма с определённой культурой. Он напоминает East Coast Swing, но добавляет некоторые вариации из других танцев кантри.
- Джиттербаг (Jitterbug, от англ. Jitter — трястись, bug — неврастеник, паникёр) часто описывается как ветвь Линди-хопа, порой употребляется как синоним. Однако термин Jitterbug относится к более позднему времени — конец 30-х — начало 40-х годов, есть мнение что этим словом пренебрежительно называли белых танцоров.[3]
- Джайв (от англ. Jive; сленг. — ерунда, болтовня) — жаргонное слово, появившееся у молодёжи в 1930-х. Также джайв — один из танцев латиноамериканской программы бальных (спортивных) танцев. Современный джайв сильно отличается от свинга по манере, хотя в нём принцип свинга.
- Push and Whip — техасская форма свинга.
- Skip jive — британский вариант, популярный в 1950-х — 1960-х.
- Акробатический рок-н-ролл популярен в Европе. Этот танец (в отличие от классического рок-н-ролла) распространен преимущественно в среде конкурсных и спортивных выступлений, а не в среде клубных социальных танцев.
- Рок-н-ролл развился в 1950-х годах, вместе с музыкой рок-н-ролл. Рок-н-ролл очень популярен в Австралии и танцуется повсеместно - как для общения, так и на соревнованиях и выступлениях. В нашей стране стиль ассоциируется с буги-вуги и линди-хопом, потому что многие первые танцоры рок-н-ролла перешли в буги-вуги, а позже открыли для себя линди-хоп. Если говорить о музыке, то танцы рок-н-ролл и буги-вуги отличаются ритмической пульсацией. В буги-вуги и рок-н-ролле классического свингового разделения долей нет, хотя иногда гармония у них одна - 3х-аккордный блюз. Независимо от этого танцоры линди-хопа хорошо танцуют под рок-н-ролльную музыку. Более того, во всех рок-н-ролльных фильмах 50-х годов («Rock Around The Clock», «Untamed Youth» и др.) танцоры исполняют именно линди хоп.
- Современный джайв, также известный как лерок и серок, развился в 1980-х годах из французской формы джайва (по общепринятому мнению[кто?]).

## Исполнение, танцы для общения и соревнования

### Стили соревнования/исполнения
Традиционно различают «бальный свинг» и «уличный свинг». Бальный свинг — часть американского стиля бальных танцев. Уличный свинг и бальный свинг различаются внешне. Бальный свинг танцуют на соревнованиях, он имеет строго определённые фигуры (то есть серии связанных движений). Уличный свинг танцуют во многих стилях и местах с тысячами отличий, и он очень подвержен интерпретациям и трактовкам.

### Социальные танцы
Почти все эти танцы популярны в виде т. н. «социальных танцев» в среде местных сообществ (танцстудий), которые проводят танцвечера (дискотеки) с диджеями или группами, играющими музыку, наиболее подходящую для конкретного стиля свинга. В России существует Федерация танцев в стиле свинг (ФТСС), в крупных городах есть по нескольку клубов. Они проводят мастер-классы (семинары, танцлагеря) с зарубежными и местными преподавателями.

### Музыка
Историческое развитие стилей свинга следовало за развитием течений популярной музыки. 
Чарльстон танцевали и танцуют под рэгтайм. 
Линди-хоп танцуют под джаз, также хорошо танцуют под рок-н-ролльную музыку. 
Свинг Западного побережья обычно танцуют под блюз, рок-н-ролл или любую не слишком быструю музыку. 
Буги-вуги танцуют под рок-н-ролл. Country Swing танцуют под кантри-музыку. Хип-хоп-свинг танцуют под хип-хоп. 
А блюз танцуют под исторический блюз или под медленную музыку разных жанров, но обычно под джаз или блюз. 
Есть местные разновидности этих стилей, в каждом случае определяемые влиянием диджеев, тренеров и музыкальных групп.